# Jinzhou (Hebei)
Jinzhou (晋州市S, JìnzhōuP) è una città-contea della Cina, situata nella provincia di Hebei e amministrata dalla prefettura di Shijiazhuang.